# Капитанская дочка (телеспектакль)
«Капитанская дочка (Страницы романа)» — телеспектакль режиссёра Павла Резникова по одноимённой повести А. С. Пушкина.

## Сюжет
Молодой дворянин Пётр Гринёв направляется на службу в Белогорскую крепость. В гарнизоне он влюбляется в дочь капитана Миронова Машу и дерётся из-за неё на дуэли с офицером Швабриным. Чувства Маши ответны, но родители Гринёва против брака своего сына.
После захвата крепости Емельян Пугачёв расправляется с капитаном Мироновым и его женой, Маше удаётся спастись. Гринёву также оставлена жизнь, так как в своё время он по-человечески отнёсся к предводителю восстания.
Испытывающий к Гринёву ненависть Швабрин доносит на юношу после разгрома бунта, и того арестовывают за государственную измену. Маша просит императрицу помиловать возлюбленного.

## В ролях
- Александр Кутепов — от автора
- Александр Абдулов — Пётр Гринёв
- Елена Проклова — Маша
- Владимир Самойлов — Пугачёв
- Борис Телегин — Иван Кузмич
- Евгения Ханаева — Василиса Егоровна
- Леонид Филатов — Швабрин
- Лев Дуров — Савельич
- Евгений Велихов — отец Гринева
- Мария Андрианова — мать Гринева
- Юрий Катин-Ярцев — Иван Игнатьевич
- Андрей Мартынов — Максимыч
- Сергей Ляхницкий — Хлопуша, Афанасий Соколов
- Григорий Лямпе — обер-секретарь
- Елизавета Никищихина — Палашка
- Наталья Гундарева — Екатерина Вторая
- Константин Михайлов — генерал
- Борис Новиков — эпизод
- Константин Агеев — эпизод
- Юрий Багинян — чиновник на совете у генерала (нет в титрах)
- Игорь Кашинцев — чиновник на совете у генерала (нет в титрах)

## Съёмочная группа
- Режиссёр: Павел Резников
- Автор сценария: Павел Резников
- Оператор: Владислав Ефимов
- Композитор: Альфред Шнитке
- Художник: Владимир Лыков
- Монтаж: Л. Печиева

## Критика
К перечню работ телевидения над русской классикой прибавилась и «Капитанская дочка» — вещь для экранизации труднейшая.
«Капитанская дочка» поставлена П. Резниковым с отличающей этого режиссера внимательностью и тактом к духу и стилю прозы. Для прозы пушкинской это очень важные качества. Её лаконичность делает невозможной, режущей глаз и ухо всякую попытку «нажать» всякую театрализацию.
Резников, постановщик телеспектакля, постепенно, исподволь, подводит нас к тому, что считает важнейшим в пушкинской повести — к отношениям Гринёва и Пугачёва.
Абдулов играет обыкновенного мальчика восемнадцатого столетия, доброго, честного, который попадает в водоворот истории, но без вреда выпутывается из всex передряг, ни разу не пожертвовав честью.
Пугачёв в исполнении В. Самойлова незауряден, значителен, хотя есть в нём и некоторое позёрство Держится он именно так, как держался бы мужик, стремящийся выдать себя за какое-нибудь знатное лицо.

Филатов играет Швабрина не злодеем в том романтически мелодраматическом смысле, который мы привыкли вкладывать в это слово, а злым, озлобленным человеком, объясняя его поведение не инфернальной любовью ко злу, но причинами вполне земными, бытовыми, хотите: сослан за дуэль, сломана карьера, минута страха привела его под знамёна Пугачёва, и он завидует Гринёву, жизнь которого складывается совсем иначе, даже Маша Миронова любит его, а на Швабрина.— Смелков Ю. — Гринёв и Пугачёв // Журнал «Телевидение и радиовещание», № 4 за 1978 год